# بربنک (کالیفرنیا)
بربنک، کالیفرنیا (به انگلیسی: Burbank, California) یک شهر در ایالات متحده آمریکا است که در شهرستان لس‌آنجلس، کالیفرنیا واقع شده‌است.

## جغرافیا
بربنک ۴۵٫۰۱۱ کیلومترمربع مساحت و ۱۰۳٬۳۴۰ نفر جمعیت دارد و ۱۸۵ متر بالاتر از سطح دریا واقع شده‌است.

## افراد مشهور
- ماسیلا لوشا

## شهرهای خواهرخوانده
شهرهای زیر خواهرخوانده‌های بربنک هستند.
- پاترنا، اسپانیا[۱۰]
- اینچئون، کره جنوبی[۱۰]
- هادروت، جمهوری قره‌باغ[۱۱]
- اوتا، ژاپن[۱۰]
- سولنا، سوئد[۱۰][۱۲]
- گابورون، بوتسوانا[۱۰]

## آب و هوا
| داده‌های اقلیم بربنک، کالیفرنیا | داده‌های اقلیم بربنک، کالیفرنیا | داده‌های اقلیم بربنک، کالیفرنیا | داده‌های اقلیم بربنک، کالیفرنیا | داده‌های اقلیم بربنک، کالیفرنیا | داده‌های اقلیم بربنک، کالیفرنیا | داده‌های اقلیم بربنک، کالیفرنیا | داده‌های اقلیم بربنک، کالیفرنیا | داده‌های اقلیم بربنک، کالیفرنیا | داده‌های اقلیم بربنک، کالیفرنیا | داده‌های اقلیم بربنک، کالیفرنیا | داده‌های اقلیم بربنک، کالیفرنیا | داده‌های اقلیم بربنک، کالیفرنیا | داده‌های اقلیم بربنک، کالیفرنیا |
| ماه                            | ژانویه                         | فوریه                          | مارس                           | آوریل                          | مه                             | ژوئن                           | ژوئیه                          | اوت                            | سپتامبر                        | اکتبر                          | نوامبر                         | دسامبر                         | سال                            |
| ------------------------------ | ------------------------------ | ------------------------------ | ------------------------------ | ------------------------------ | ------------------------------ | ------------------------------ | ------------------------------ | ------------------------------ | ------------------------------ | ------------------------------ | ------------------------------ | ------------------------------ | ------------------------------ |
| سابقهٔ بیش‌ترین °C (°F)          | ۹۳ (۳۴)                        | ۹۲ (۳۳)                        | ۹۸ (۳۷)                        | ۱۰۵ (۴۱)                       | ۱۰۷ (۴۲)                       | ۱۱۱ (۴۴)                       | ۱۱۰ (۴۳)                       | ۱۱۱ (۴۴)                       | ۱۱۳ (۴۵)                       | ۱۰۸ (۴۲)                       | ۱۰۱ (۳۸)                       | ۹۲ (۳۳)                        | ۱۱۳ (۴۵)                       |
| میانگین بیش‌ترین °C (°F)        | ۷۰ (۲۱)                        | ۷۱ (۲۲)                        | ۷۴ (۲۳)                        | ۷۷ (۲۵)                        | ۸۲ (۲۸)                        | ۸۵ (۲۹)                        | ۹۰ (۳۲)                        | ۹۲ (۳۳)                        | ۹۱ (۳۳)                        | ۸۳ (۲۸)                        | ۷۶ (۲۴)                        | ۷۰ (۲۱)                        | ۸۰٫۱ (۲۶٫۶)                    |
| میانگین کم‌ترین °C (°F)         | ۴۵ (۷)                         | ۴۶ (۸)                         | ۴۷ (۸)                         | ۵۰ (۱۰)                        | ۵۵ (۱۳)                        | ۶۱ (۱۶)                        | ۶۴ (۱۸)                        | ۶۵ (۱۸)                        | ۶۳ (۱۷)                        | ۵۷ (۱۴)                        | ۴۸ (۹)                         | ۴۵ (۷)                         | ۵۳٫۸ (۱۲٫۱)                    |
| سابقهٔ کم‌ترین °C (°F)           | ۲۲ (−۶)                        | ۲۷ (−۳)                        | ۲۲ (−۶)                        | ۳۲ (۰)                         | ۳۹ (۴)                         | ۴۳ (۶)                         | ۴۵ (۷)                         | ۴۶ (۸)                         | ۴۳ (۶)                         | ۳۳ (۱)                         | ۲۹ (−۲)                        | ۲۲ (−۶)                        | ۲۲ (−۶)                        |
| بارندگی میلی‌متر (اینچ)         | ۳٫۵۳ (۹۰)                      | ۴٫۶۲ (۱۲۰)                     | ۲٫۹۷ (۸۰)                      | ۱٫۱۱ (۳۰)                      | ٫۳۵ (۱۰)                       | ٫۱۱ (۰)                        | ٫۰۲ (۰)                        | ٫۰۷ (۰)                        | ٫۲۳ (۱۰)                       | ٫۹۷ (۲۰)                       | ۱٫۰۷ (۳۰)                      | ۲٫۴۰ (۶۰)                      | ۱۷٫۴۵ (۴۴۰)                    |
| منبع: Weather.com              |                                |                                |                                |                                |                                |                                |                                |                                |                                |                                |                                |                                |                                |

- Highest Recorded Temperature: ۱۱۳ درجه فارنهایت (۴۵ درجه سلسیوس)
- Lowest Recorded Temperature: ۲۲ درجه فارنهایت (−۶ درجه سلسیوس)
- Warmest Month: August
- Coolest Month: December
- Highest Precipitation: February
- Lowest Precipitation: July

## نگارخانه

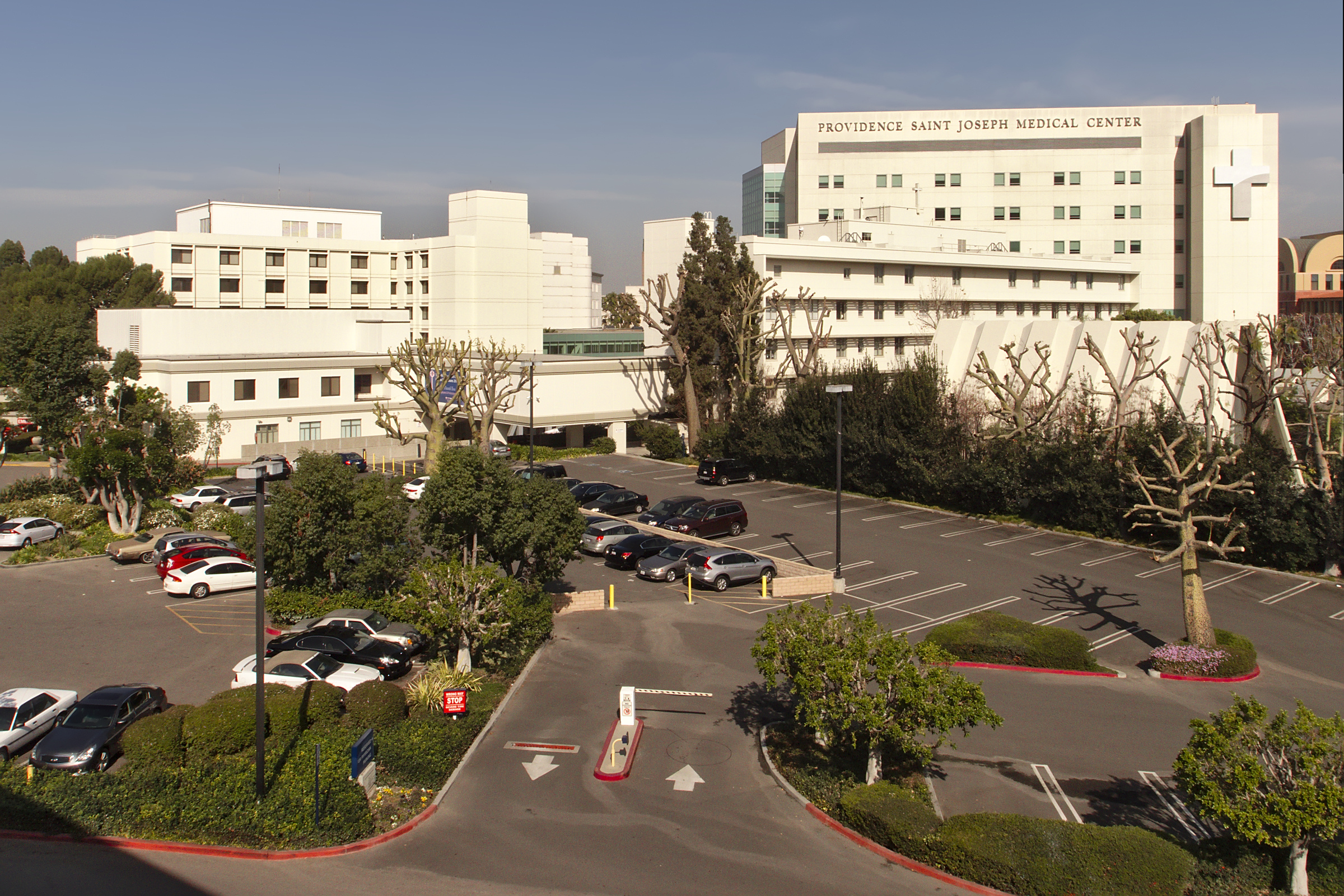
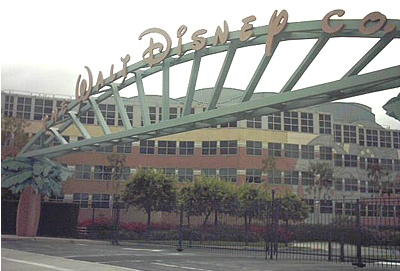
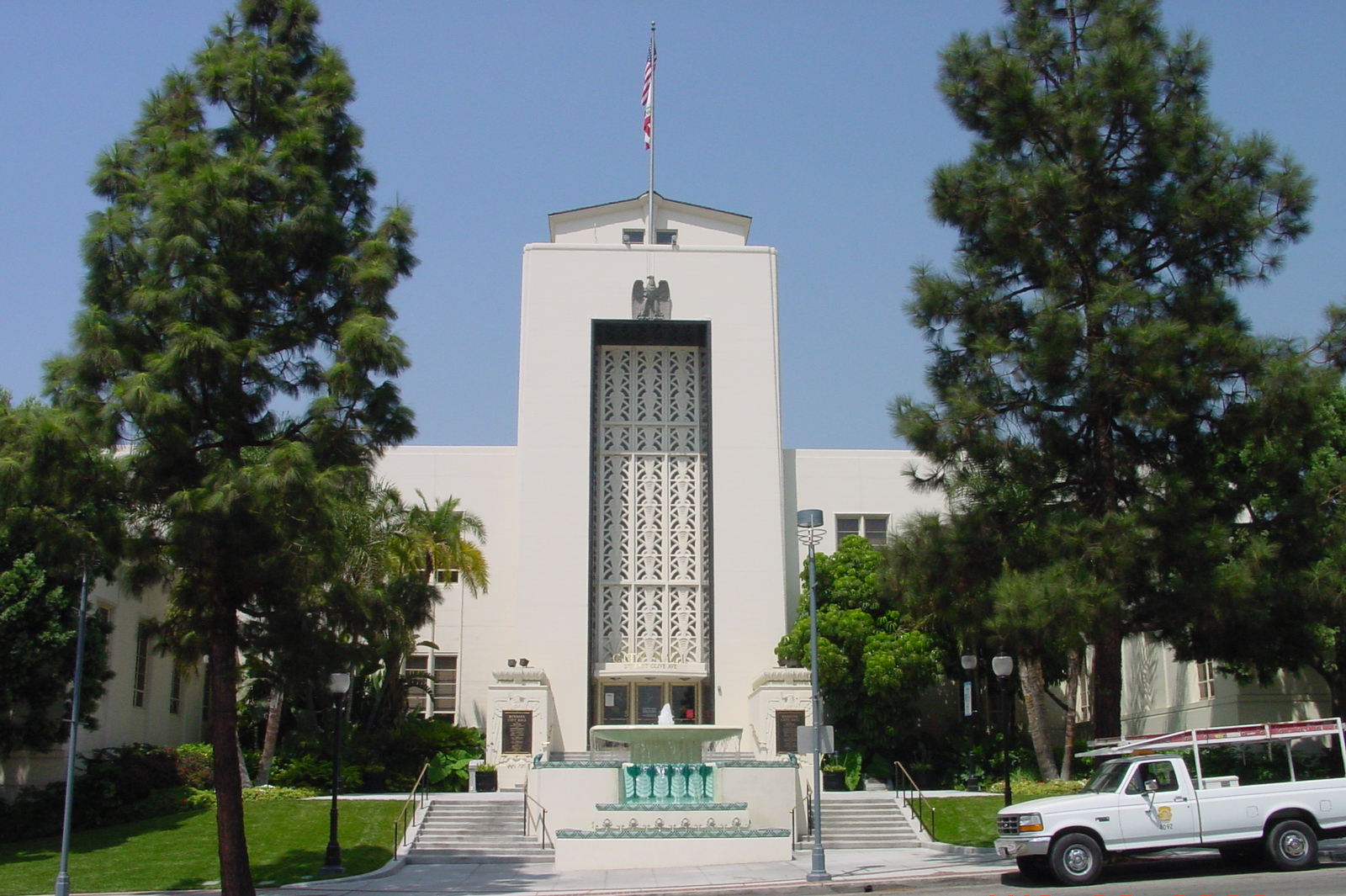